# Alfred Gusenbauer

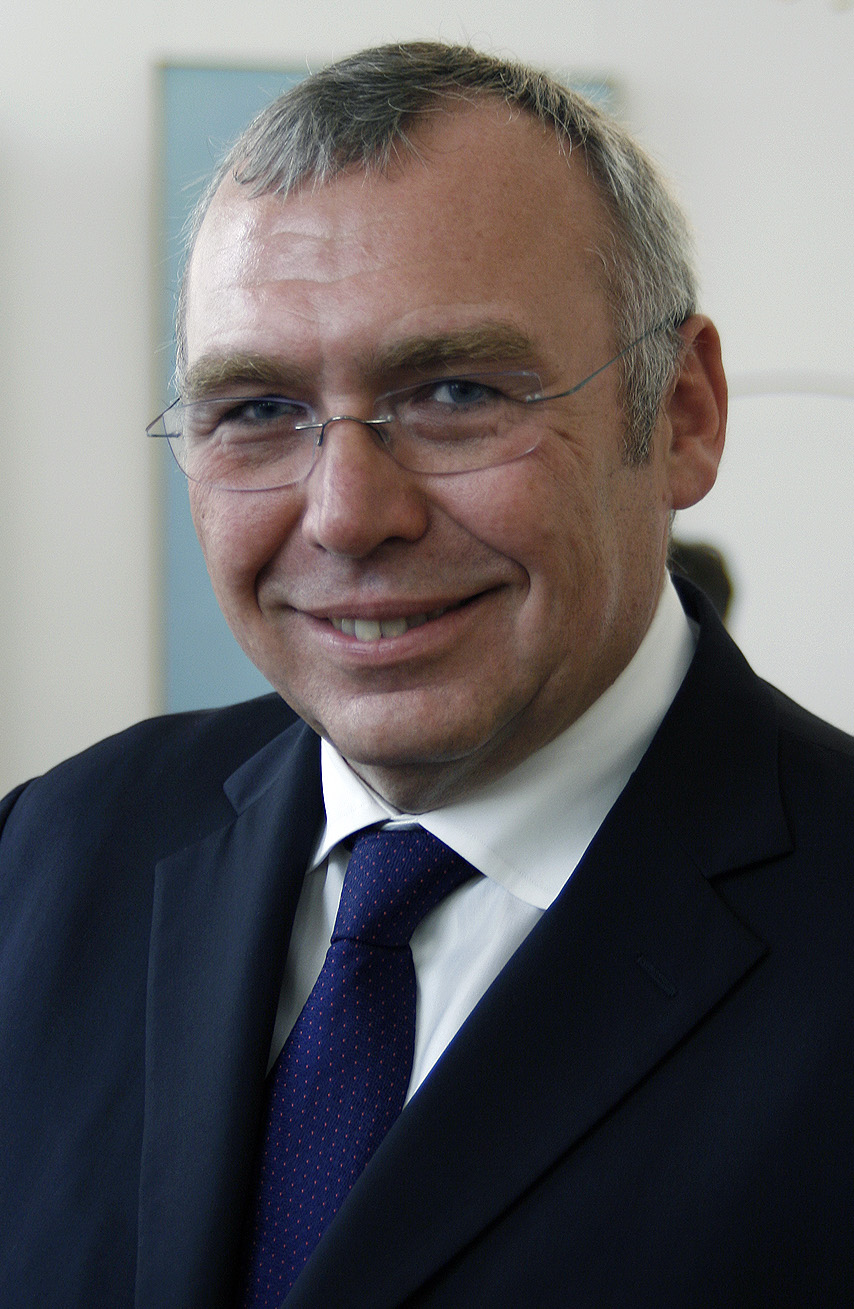
Alfred Gusenbauer (2008)

Alfred Gusenbauer (* 8. Februar 1960 in St. Pölten, Niederösterreich) ist ein österreichischer Politiker (SPÖ). Er war von Jänner 2007 bis Dezember 2008 Bundeskanzler von Österreich. Von 2000 bis 2008 war er Bundesparteivorsitzender der SPÖ.
Seit dem Ende seiner politischen Karriere ist er als Berater (2009 für den Bankkonzern Hypo Group Alpe Adria) und Lobbyist sowie in verschiedenen Positionen in der Bau-, Immobilien- und Finanzbranche tätig, u. a. als Aufsichtsratsvorsitzender der Strabag SE. Im Dezember 2023 legte er sein Mandat als Aufsichtsratsvorsitzender der Strabag mit Jahresende vorzeitig zurück. Im Februar 2024 kündigte er seinen Rückzug aus den Aufsichtsräten von Signa Prime Select und Development mit 18. März 2024 an.

## Herkunft und Familie
Gusenbauer stammt aus einer Bauarbeiterfamilie. Sein Vater Oswald war bei den Österreichischen Donaukraftwerken angestellt und seine Mutter Gertrude war u. a. als Reinigungskraft tätig. Alfred Gusenbauers Schwester Andrea wurde 1961 geboren. Mit seiner Lebensgefährtin Eva Steiner lebt Gusenbauer seit Mai 2020 in Weißenkirchen in der Wachau und gemeinsam haben sie eine mittlerweile volljährige Tochter.

## Bildung
Alfred Gusenbauer besuchte von 1966 bis 1970 die Volksschule in Ybbs an der Donau und von 1970 bis 1978 das Bundesgymnasium in Wieselburg. Daraufhin begann er zuerst ein Studium der Rechtswissenschaften an der Universität Wien, konzentrierte sich aber in der Folge auf das Studium der Politikwissenschaft und der Philosophie, in dem er 1987 über das Thema „Die österreichische Friedensbewegung: Träger, Strukturen und Aktivitäten zwischen 1980 und 1986“ im Ost-West-Kontext promoviert wurde.

## Berufliche Tätigkeit
Gusenbauer war von 1981 bis 1990 Angestellter der SPÖ, sowie von 1984 bis 1990 Vorsitzender der SJÖ. Von 1990 bis 1999 war er in der Kammer für Arbeiter und Angestellte für Niederösterreich beschäftigt, von 1999 bis Ende Jänner 2000 Landesgeschäftsführer der SPÖ Niederösterreich.

### Tätigkeiten nach dem Rücktritt
Von Ende 2008 bis Ende Juni 2009 war Gusenbauer als Referatsleiter für Europafragen der niederösterreichischen Kammer für Arbeiter und Angestellte tätig.
Weiters ist er geschäftsführender Alleingesellschafter der Gusenbauer Projektentwicklung & Beteiligung GmbH. Die Firma wurde am 12. Oktober 2008 errichtet und am 21. November 2008 als Specht Projektentwicklung & Beteiligung GmbH unter Dr. Leopold Specht, Rechtsanwalt in Wien, ins Firmenbuch eingetragen. Specht – laut Wiener Zeitung engster Vertrauter von Jelena Nikolajewna Baturina, der Ehefrau von Juri Michailowitsch Luschkow – ist auch politisch aktiv und unter anderem im Aufsichtsrat der Österreichische Bundesbahnen-Holding Aktiengesellschaft und der Austro Control Österreichische Gesellschaft für Zivilluftfahrt mit beschränkter Haftung sowie im Vorstand zweier Stiftungen und Gesellschafter mehrerer GmbHs und in mehreren Gesellschaften Geschäftsführer. Gusenbauer hat die Gesellschaft mittels Übertragungsvertrag vom 12. Dezember 2008 übernommen und hält 100 % der Anteile mit der eingezahlten Mindesteinlage von 35.000 Euro. Per Ende 2017 wies die Gesellschaft einen kumulierten Reingewinn von 9,758 Millionen Euro aus.
Seit Sommer 2009 ist Gusenbauer in beratender Funktion als Osteuropa-Experte für die WAZ-Mediengruppe (u. a. Beteiligungen an den Tagesblättern Kronen Zeitung und Kurier) tätig.
Vom 31. Juli 2009 bis 1. Mai 2010 saß Gusenbauer im Aufsichtsrat der Alpine Holding GmbH und übernahm im Juli 2010 den Aufsichtsratsvorsitz des Konkurrenzunternehmens, des Baukonzerns STRABAG SE. Gusenbauer ist ebenfalls Vorsitzender der Haselsteiner-Familienstiftung.
In der vom österreichischen Immobilieninvestor René Benko gegründeten Signa Holding ist Gusenbauer in mehreren Geschäftsbereichen tätig: Am 17. September 2009 wurde er Mitglied des Aufsichtsrats der SIGNA-RECAP Holding AG. Stand 2018 leitet er als Vorsitzender die Aufsichtsräte der Signa Development Selection, der Signa Prime Selection und der Signa KidInvest.
Im Herbst 2009 übernahm Gusenbauer einen Posten als Europa-Direktor des chilenischen Investmentfonds Equitas European Funds (Immobilien, Informationstechnologie, Umwelttechnik und Agrarindustrie), einer Tochter der Fondsgesellschaft Equitas Capital SpA mit Sitz in Santiago de Chile.
Im Juni 2010 wurde er weiters in das Board of Directors des kanadischen Bergbaukonzerns Gabriel Resources berufen, eines Unternehmens, das zu 80,46 % an dem umstrittenen Rosia Montana Gold-Projekt in Rumänien beteiligt ist.
Seit Kasachstan Anfang 2010 den OSZE-Vorsitz übernommen hat, berät Gusenbauer den kasachischen Präsidenten Nursultan Nasarbajew.
Im Frühjahr 2011 machte der Immobilienunternehmer Axel Mader seinen langjährigen Freund Gusenbauer zum vorsitzenden Stiftungsvorstand der Wartenfels Privatstiftung.
Seit 31. Mai 2011 ist Alfred Gusenbauer Miteigentümer der Cudos Advisors GmbH, eines Unternehmens, über welches Investitionskapital aufgebracht werden soll. Wie er sind außerdem mit je 25 % der Anteile an der Cudos Group beteiligt sein langjähriger Anwalt Leopold Specht, der Finanzmann Alon Shklarek, Eigentümer der Investment- und Beratungsgruppe ASP Holding, und der IT-Fachmann Andreas Frech.
Von November 2011 bis Jänner 2012 hielt Alfred Gusenbauer als Gastprofessor mehrere Vorlesungen zum Thema „Die Realpolitik der EU-Institutionen im politikwissenschaftlichen Fokus“ an der Universität Innsbruck.
Seit 2016 ist Gusenbauer Mitglied des Aufsichtsrats des in Berlin ansässigen Think-Tank Dialogue of Civilizations Research Institute. Das Institut war vom früheren Präsidenten der russischen Eisenbahnen Wladimir Iwanowitsch Jakunin gegründet worden, der als Putin-Vertrauter gilt. Nach eigenen Angaben sei er dort jedoch nicht mehr tätig.
Er soll zudem die Hapsburg Group koordiniert haben, deren Ziel es gewesen sei, Stimmung für die pro-russische ukrainische Führung des 2014 abgesetzten Präsidenten Wiktor Janukowitsch zu machen. Gegenüber der Zeitung Der Standard bestritt er jedoch den Vorwurf des Lobbyings.
Berichte, nach denen Gusenbauer am 21. September 2016 in den Aufsichtsrat der Novomatic gewählt werden und dann dessen Vorsitz übernehmen sollte, bestätigten sich nicht. Allerdings war Gusenbauer zuvor jahrelang als Lobbyist für den Glücksspielkonzern tätig gewesen und hatte zeitweise dem Aufsichtsrat des deutschen Tochterunternehmens Löwen Entertainment angehört.
Bis 2017 war er Mitglied des Aufsichtsrates der RHI AG. Nach einer Anfechtungsklage des Investors Rupert-Heinrich Staller gegen vier Mitglieder des Aufsichtsrates, darunter auch Gusenbauer, wegen Verstoßes gegen die im Aktiengesetz geforderte Diversität bei der Besetzung des Aufsichtsrates mit Frauen, schied Gusenbauer aus.
Seit Oktober 2017 gehört er dem Beirat des Alpenländischen Kreditorenverbands an.

## Politische Laufbahn

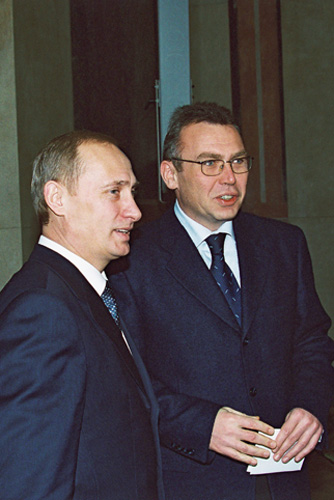
Alfred Gusenbauer mit Wladimir Putin bei dessen Staatsbesuch in Österreich im Februar 2001

1981 begann seine politische und berufliche Laufbahn bei der SPÖ als Schriftführer. Von 1990 bis 1999 arbeitete er als Angestellter der Kammer für Arbeiter und Angestellte für Niederösterreich. Im Jahr 1999 wurde er Landesgeschäftsführer der SPÖ Niederösterreich und 2000 Bundesgeschäftsführer der SPÖ, bevor er im selben Jahr zum SPÖ-Bundesparteivorsitzenden gewählt wurde.
Zudem war er von 1984 bis 1990 Bundesvorsitzender der Sozialistischen Jugend (SJ) und von 1985 bis 1989 Vizepräsident der Sozialistischen Jugendinternationale (IUSY). Weiters bekleidete er 1989 die Funktion des Vizepräsidenten der Sozialistischen Internationale (SI). 1990 bis 2000 war Gusenbauer Bezirksparteivorsitzender der SPÖ Melk und ist seit 1991 Stadtparteivorsitzender der SPÖ Ybbs an der Donau, Mitglied des Landesparteivorstandes der SPÖ Niederösterreich, Mitglied des Landesparteipräsidiums der SPÖ Niederösterreich, Mitglied der österreichischen Delegation zur Parlamentarischen Versammlung des Europarates seit 1991 und Vorsitzender des Sozialausschusses der Parlamentarischen Versammlung des Europarates 1995–98. Von 2000 bis 2008 war er SPÖ-Bundesparteivorsitzender, von 2000 bis 2007 war er Klubobmann des Sozialdemokratischen Parlamentsklubs, in dem Josef Cap währenddessen als geschäftsführender Klubvorsitzender agierte.
Gusenbauer galt in seiner Funktion als Parteivorsitzender bis zur Nationalratswahl 2006 als umstritten. Bei den Nationalratswahlen 2002 konnte die SPÖ mit Gusenbauer als Spitzenkandidat zwar vier Mandate (+ 3,36 %) zulegen; die ÖVP (+ 15,39 / + 27 Mandate) war aber deutlich erfolgreicher, behielt gemeinsam mit der FPÖ (- 16,9 % / - 34 Mandate) die Mandatsmehrheit und bildete mit ihr neuerlich eine Koalitionsregierung.
Bei der Nationalratswahl 2006 wurde die SPÖ mit 35,34 % der Stimmen wieder stärkste Partei. Am 8. Jänner 2007 einigten sich SPÖ und ÖVP auf die Bildung einer Großen Koalition. Das Koalitionsübereinkommen wurde von Teilen der Partei, einigen der SPÖ nahestehenden Organisationen und Studierendenvertretern teils heftig kritisiert. Im Mittelpunkt der Kritik standen vor allem die unzureichende Berücksichtigung des SPÖ-Wahlprogramms, was den ursprünglich angekündigten Ausstieg aus dem Eurofighter-Kaufvertrag und die Abschaffung der Studiengebühren betrifft, sowie die Ressortaufteilung zwischen SPÖ und ÖVP. Das Abkommen wurde vom Bundesparteivorstand mit 75 % Zustimmung genehmigt.

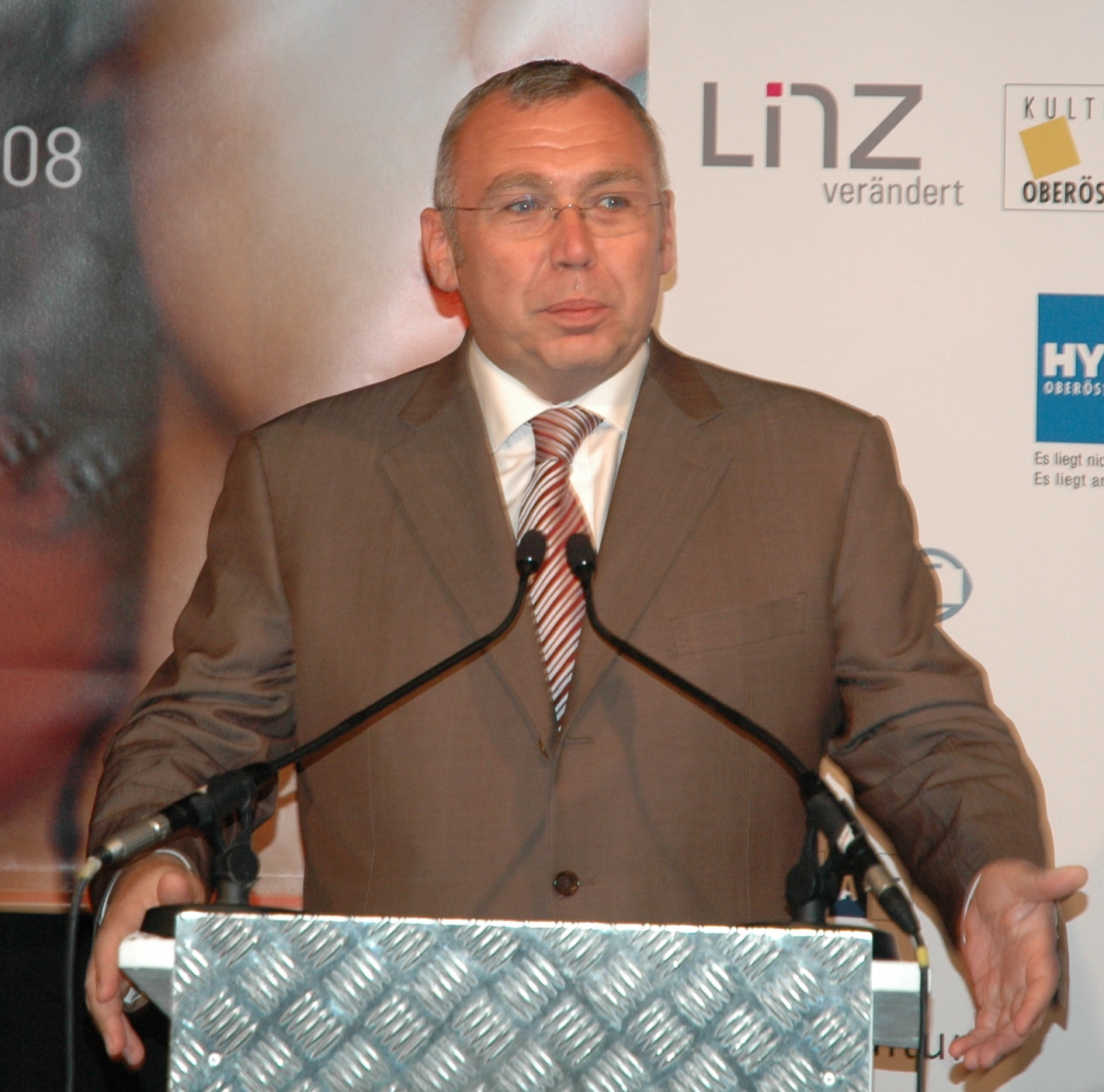
Alfred Gusenbauer bei der Eröffnung des Crossing-Europe-Filmfestivals 2008 in Linz

Die neue Bundesregierung unter Alfred Gusenbauer wurde am 11. Jänner 2007 von Bundespräsident Heinz Fischer angelobt. Während dieses Staatsakts fand auf dem Heldenplatz nahe dem Bundeskanzleramt eine Demonstration mit rund 2.000 Teilnehmern, großteils Studierenden, statt. Der Grund war die während des Wahlkampfs von Gusenbauer versprochene völlige Rücknahme der Studiengebühren, welche im Koalitionsübereinkommen nicht berücksichtigt wurde, woraufhin unter anderem die ÖH-Vorsitzende Barbara Blaha sowie die VSStÖ-Vorsitzende Sylvia Kuba aus der SPÖ austraten.
Als erste politische Änderung der rot-schwarzen Koalition unter Alfred Gusenbauer wurde die Legislaturperiode für die Nationalratswahlen in Österreich von vier auf fünf Jahre verlängert. Diese Änderung der Verfassung war möglich, da die Koalition über die für Beschlüsse mit Verfassungsrang notwendige 2/3-Mehrheit verfügte. Die Verlängerung der Legislaturperiode (beginnend ab der nächsten Nationalratswahl) kam vollkommen überraschend, weil das keine der beiden Koalitionsparteien zuvor auch nur thematisiert hatte. Weiters benutzte die große Koalition ihre 2/3-Mehrheit dazu, das österreichische Kammernsystem in der Verfassung festzuschreiben.
Bereits von Beginn an war die große Koalition von internen Streitigkeiten der beiden Parteien geprägt. Die SPÖ warf der ÖVP mehrmals vor zu blockieren, während die ÖVP die SPÖ bezichtigte, sich nicht an das vereinbarte Koalitionsabkommen zu halten. Zu einem ersten schwerwiegenden Konflikt zwischen den Koalitionsparteien kam es, als der Verfassungsgerichtshof die Erbschaftssteuer als verfassungswidrig beurteilte und eine Reparaturfrist bis 31. Juli 2008 setzte. Die SPÖ wollte die Erbschaftssteuer reformieren, aber beibehalten, die ÖVP plädierte dafür sie abzuschaffen, weil sie das im Wahlkampf versprochen hatte. Da keine der beiden Parteien von ihrer Forderung abrückte, blieb bei Fortsetzung der Zusammenarbeit nur, die Reparaturfrist ungenutzt verstreichen zu lassen, sodass die Erbschaftssteuer in Österreich per 31. Juli 2008 auslief.
Am 24. Februar 2008 verkündete Alfred Gusenbauer nach einem unerwartet starken Anstieg der Verbraucherpreise in der ORF-Pressestunde überraschend und ohne vorherige Informierung des Koalitionspartners, die im Koalitionsabkommen für 2010 geplante Steuerreform zumindest auf 2009 vorziehen zu wollen. In derselben TV-Sendung erklärte er, sozial Bedürftigen je 100 Euro schenken zu wollen. Ebenfalls im Februar 2008 beschloss die SPÖ gemeinsam mit der FPÖ, den Grünen und dem BZÖ gegen den ausdrücklichen Willen des Koalitionspartners ÖVP, einen parlamentarischen Untersuchungsausschuss zu Anschuldigungen des ehemaligen Innenministeriums-Spitzenbeamten Herwig Haidinger gegenüber ÖVP-Politikern im Innenministerium einzusetzen.
Gemeinsam mit Infrastrukturminister Faymann teilte Gusenbauer am 27. Juni 2008 mittels Leserbrief an den Herausgeber der Kronen Zeitung Hans Dichand der Öffentlichkeit mit, dass die SPÖ meint, „zukünftige Vertragsänderungen (der EU), die die österreichischen Interessen berühren“, sollten „durch eine Volksabstimmung in Österreich entschieden werden“, davon wolle sie dann auch den Koalitionspartner überzeugen (was sich nicht auf den Lissabon-Vertrag bezieht, der bereits vom Parlament und Bundespräsident Heinz Fischer ratifiziert wurde). Das gelte auch für einen eventuellen Beitritt der Türkei zur Europäischen Union. Neben dieser überraschenden inhaltlichen Neupositionierung der SPÖ sorgte vor allem die Vorgangsweise, wie die Information übermittelt wurde, für helle Empörung sowohl innerhalb der SPÖ als auch beim Koalitionspartner und den Repräsentanten der EU.
Nachdem am Morgen des 7. Juli 2008 ÖVP-Chef und Vizekanzler Wilhelm Molterer „sofortige Neuwahlen“ gefordert und damit das Ende der Großen Koalition eingeleitet hatte, trat Gusenbauer bei den Wahlen nicht mehr als Spitzenkandidat der SPÖ an.
Am 8. August 2008 übernahm Werner Faymann von Alfred Gusenbauer den Parteivorsitz, am 2. Dezember 2008 wurde Faymann auch Gusenbauers Nachfolger als Bundeskanzler.
Von 2000 bis 2017 war Alfred Gusenbauer Präsident des Renner-Instituts, der politischen Akademie der SPÖ. Im Februar 2024 sprach sich die Sektion 8 der Wiener SPÖ für den Parteiausschluss Gusenbauers aus.

## Kritik
Alfred Gusenbauer wurde bereits unmittelbar nach der Bildung der SPÖ-ÖVP-Koalitionsregierung vor allem die geringe Umsetzung von SPÖ-Forderungen im Koalitionsprogramm sowie das Abtreten wichtiger Ministerien (wie zum Beispiel das Innen-, Außen- und Finanzministerium) an den politischen Kontrahenten ÖVP vorgeworfen. Bei Kritikern bescherte ihm das die Bezeichnung „Umfaller“.
Da Gusenbauer das Wahlversprechen, die Studiengebühren abzuschaffen, nicht verwirklichen konnte, schlug er vor, die Studenten sollten sich mit Nachhilfestunden und Sozialdiensten etwas dazuverdienen. Dabei bot er selbst an, Nachhilfestunden zu geben. Dies wurde wiederum von vielen Studenten als Verhöhnung empfunden.
Seine von einem ORF-Team aufgezeichnete und später im Fernsehmagazin Der Report gezeigte Frage vor einer Parteiveranstaltung „Und das wird heute was Ordentliches in Donawitz, oder das übliche Gesudere?“ sorgte parteiintern für Kritik und wurde umgehend von Seiten des Koalitionspartners aufgegriffen, um ihm Abgehobenheit vorzuwerfen.
Kurz nach seinem Amtsantritt als SPÖ-Vorsitzender hatte er über seine Abgeordneten gemeint, ein Drittel könne seinem Leistungsprinzip gerecht werden, ein Drittel sei zu vergessen und ein Drittel „resozialisierbar“. Für großen Ärger – insbesondere unter Parteifreunden – sorgte auch sein Ausspruch anlässlich einer Südamerika-Reise: „Bei uns sind Senatoren nach 16:00 Uhr kaum noch bei der Arbeit anzutreffen“.

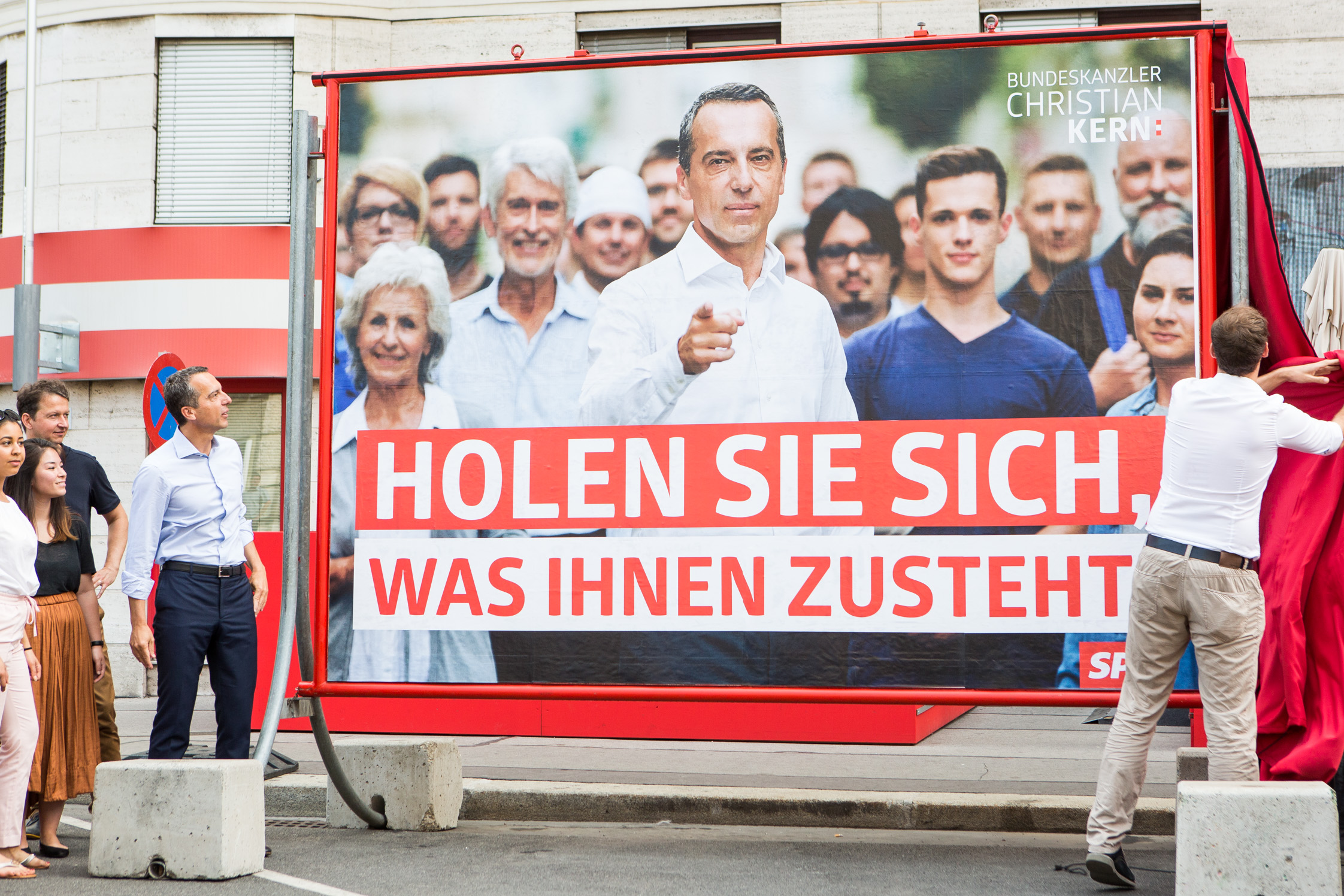
„Holen Sie sich, was Ihnen zusteht“ (SPÖ-Slogan 2017)

Im Zuge seines Ausscheidens bei der RHI AG wurde Gusenbauer heftig kritisiert. „Alles läuft hier nach dem neuen egoistischen Leitmotiv der SPÖ: ‘Ich hol' mir, was mir zusteht’“, meinte Kleinanleger-Vertreter Wilhelm Rasinger, auf ein im Nationalratswahlkampf 2017 von der SPÖ verwendetes Plakat anspielend. Und der Investor Rupert-Heinrich Staller: „Sozialdemokraten schwenken sehr schnell um, wenn sie neoliberale Erfahrungen machen und Partikularinteressen folgen“.
Die rumänische Antikorruptions-Behörde ermittelte 2017 gegen den SPÖ-Berater Tal Silberstein und seinen Partner Beny Steinmetz. Sie sollen den Staat Rumänien mit umgerechnet 150 Millionen Euro durch Grundstücksspekulationen geschädigt haben. Im März 2017 wurden Haftbefehle erlassen und die beiden in Israel festgenommen. In leitender Position bei etlichen Unternehmen der beiden sitzt Alfred Gusenbauer. Gusenbauer hatte laut Medienberichten auch ein direktes Geschäftsverhältniss zu Steinmetz und Silberstein. Steinmetz war einer der wichtigsten Geldgeber für den österreichischen Immobilien-Investor Rene Benko. Rene Benko wird seit Jahren von Gusenbauer beraten. Gusenbauer taucht auch in den Dokumenten der Paradise Papers auf.
Im Zuge der FBI-Untersuchungen unter dem Sonderermittler Robert Mueller gegen den US-amerikanischen Präsidenten Donald Trumps ehemaligen Wahlkampfmanager Paul Manafort wurde 2018 bekannt, dass Manafort im Dienst des damaligen ukrainischen Staatschefs Wiktor Janukowytsch 2012 die Aufstellung einer Lobbyistengruppe geplant hatte, für die er hochrangige europäische Politiker hatte gewinnen wollen. Sie sollten Aktionen der ukrainischen Regierung unter Janukowytsch positiv kommentieren, ohne dass die Verbindung öffentlich bekannt wird. Die Gruppe dieser Personen nannte Manafort die Hapsburg Group. Auf Gusenbauer als Leiter dieser Gruppe deuten nach Recherchen des Magazins Politico Unterlagen des US-Justizministeriums hin. Gusenbauer selbst gab an, nie wissentlich Geld von Manafort erhalten zu haben und dass er lediglich von einer amerikanischen oder britischen Firma für seinen Einsatz für die Ukraine bezahlt worden sei, er wisse aber nicht mehr von welcher Firma.
Gusenbauer hatte laut Offenlegungen des Lobbyingunternehmens Mercury Public Affairs LLC im Mai 2013 mehrere Treffen mit amerikanischen Abgeordneten sowie mit Think Tanks in Washington. Mercury Public Affairs betrieb dabei Lobbying im Auftrag der belgischen Organisation European Centre for a Modern Ukraine (ECMU), neben Gusenbauer wirkten daran auch der ehemalige italienische Premierminister Romano Prodi sowie der frühere polnische Ministerpräsident Aleksander Kwaśniewski mit. ECMU stand allem Anschein nach Janukowytschs Partei der Regionen nahe – laut einer Meldung von Manaforts Lobbyingfirma DMP International LLC verfolgte das ECMU die gleichen Ziele wie die damalige ukrainische Regierungspartei.

## Sonstiges
Während der Zeit als Verbandssekretär der Sozialistischen Jugend küsste Gusenbauer 1983, am Flughafen in Moskau angekommen, vor laufender Kamera den Boden der damaligen Sowjetunion. Politische Gegner sahen den Kuss in Moskau, dem Mekka der Revolution, als Beweis für Gusenbauers marxistische Gesinnung und hielten es ihm entsprechend vor. Später darauf angesprochen stellte Gusenbauer den Kuss als Karikatur auf Papst Johannes Paul II. dar.
Von politischen Gegnern wurde wiederholt eine von Gusenbauers Mutter im Wahlkampf 2006 erzählte Anekdote kolportiert, wonach er schon als kleines Kind im Sandkasten den Wunsch gehabt habe, Bundeskanzler zu werden, um ihn als „Sandkastenkanzler“ zu bezeichnen.
Ein Versprecher des bekennenden Rotweinliebhabers Gusenbauer bei EU-Kommissionspräsident José Manuel Barroso, bei dem er dessen Namen mit jenem des italienischen Rotweins Barolo verwechselte, trug ihm entsprechende Häme ein.
Gemeinsam mit dem Land Kärnten vergibt Gusenbauer das „Gusenbauer-Stipendium“, welches jedes Jahr zwei Studenten finanziell fördert. Während eines einjährigen Auslandaufenthaltes im Rahmen des Studiums sollen die Stipendiaten die Möglichkeit erhalten, „im Ausland zu studieren und zu forschen“. Das Stipendium ist mit 5.000 € pro Person dotiert und wird durch freiwillige Einzahlungen jener Institutionen finanziert, bei denen Gusenbauer unentgeltliche Vorträge hält (Gemeinden, Schulen oder NGOs). Die Stipendiaten müssen ihren Hauptwohnsitz in Kärnten haben und sich inner- und außerhalb der Universität durch besonderes Engagement auszeichnen.

## Ehrungen
- Ehrendoktorwürde der Privatuniversität in Herzlia, Israel
- Ehrensenator der Europäischen Akademie der Wissenschaften und Künste
- Großes Goldenes Ehrenzeichen mit dem Stern für Verdienste um die Republik Österreich[72] (2005)
- Großkreuz des Verdienstordens der Italienischen Republik (2007)
- Dialogue of Civilizations-Award (2008) für die Förderung des Dialogs zwischen unterschiedlichen Kulturen[73]
- Viktor-Adler-Plakette (2021)